# Famille Bush
Cette page explique l’histoire ou répertorie les différents membres de la famille Bush.
Pour les articles homonymes, voir Bush.

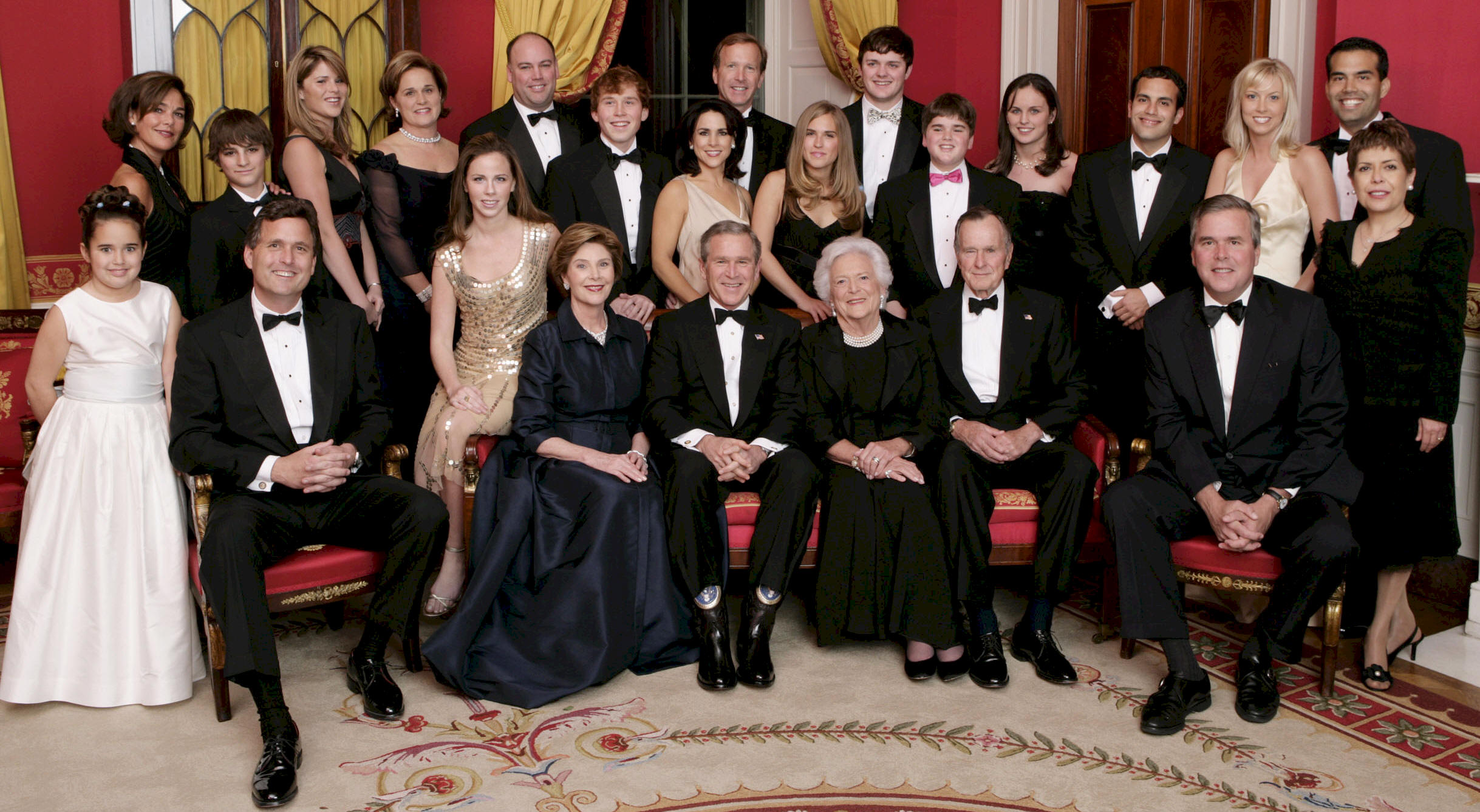
L'ancien président George W. Bush, son épouse Laura Bush, sa mère Barbara Bush et son père, l'ancien président George H.W. Bush, entourés le 6 janvier 2005 par leur famille et amis, dont Margaret Bush, Walker Bush, Marvin Bush, Jenna Bush, Barbara Bush, Robert P. Koch, Pierce M. Bush, Maria Bush, Neil Bush, Ashley Bush, John Ellis Bush, Jr., Jeb Bush, Mandi Bush, George Prescott Bush et Columba Bush.

La famille Bush est une famille américaine qui a donné des personnalités du monde des affaires et du monde politique, dont un sénateur et deux présidents des États-Unis.
Elle est considérée comme la dynastie la plus influente de la politique américaine moderne avec la famille Kennedy,.

## Étymologie du nom
Selon Le Robert des noms propres, le nom de la famille Bush vient d'un nom de localité, de l'anglais bush, qui signifie « buisson ».

## Histoire

### Ancêtres
Les ancêtres de la famille Bush, Randall Bush (?-?) et Grace Saunders (1618-?), ont quitté le comté de l'Essex au Royaume-Uni pour s'établir dans le « Nouveau Monde » au XVIIe siècle. Les Walker sont eux originaires du Somerset et se sont établis en Amérique au XVIIIe siècle, avec Thomas Walker (1758-1799) et Catherine McLelland (1770-1806).
Le négoce familial des Walker prospère durant la conquête de l'Ouest grâce aux vagues de colons. Ils sont établis à Saint Louis, qui est surnommée « la porte du Midwest ». George Herbert Walker (1875-1953) néglige le commerce et fait carrière dans la banque. À la fin du XIXe siècle, il acquiert une propriété située dans la ville côtière de Kennebunkport dans le Maine, un État du nord-est du pays. Elle deviendra la résidence Bush. Buckeye Steel Castings (en), la société qui emploie Samuel Prescott Bush (1863-1948) travaille pour l'industrie ferroviaire. Elle est un temps dirigée par Frank Rockefeller (en).

### Prescott Bush et Dorothy Walker
L'homme d'affaires Prescott Bush (1895-1972) étudie dans la prestigieuse université Yale. Il fait partie de la société secrète Skull and Bones, qui lui permet de nouer des liens avec d'autres étudiants de l'« élite ». Il prend part aux combats durant la Première Guerre mondiale. En 1921, Prescott Bush épouse Dorothy Walker (1901-1992), fille du banquier et homme d'affaires George Herbert Walker. Il devient vice-président de la banque Brown Brothers Harriman & Co. (en), présidée par son beau-père.
Prescott Bush commence sa carrière politique durant les années 1950. Membre du Parti républicain, il se présente au Sénat et est élu sénateur du Connecticut à sa seconde tentative. Il conserve ce poste de 1952 à 1963. Modéré en politique, il s'oppose au maccarthysme.

### George H. W. Bush et Barbara Pierce
Le début du parcours de George Herbert Walker Bush (1924-2018) est comparable à celui de son père. Il étudie à Yale et fait partie de Skull and Bones. Étudiant brillant, il excelle également dans le domaine sportif. Il s'engage dans l'US Navy après l'attaque de Pearl Harbor, devient pilote et combat durant la Seconde Guerre mondiale. En 1945, il épouse Barbara Pierce (1925-2018), fille de Marvin Pierce, président de McCall Corporation, une des plus grosses maisons d'édition de New York. Ils s'installent dans l'ouest du Texas. George H. W. Bush fait carrière dans l'industrie pétrolière. Il est employé par Dresser Industries, filiale de Brown Brothers Harriman & Co. Dresser, dont Halliburton fera ensuite l'acquisition, est dirigée par un ami de Prescott Bush. En 1953, G. H. W. Bush fonde la firme pétrolière Zapata.
Comme son père, il se lance en politique. George H. W. Bush est élu à la Chambre des représentants du Texas en 1966 et effectue deux mandats. Il est nommé ambassadeur des États-Unis aux Nations unies en 1971. Par la suite, il préside le Republican National Committee, ensuite est nommé ambassadeur à Pékin, puis dirige la CIA durant un an. Ronald Reagan le choisit comme vice-président en 1980 après l'avoir battu lors des primaires républicaines. George H. W. Bush devient le 41e président des États-Unis en 1988. À l'issue de son premier mandat, il est battu en 1992 par le candidat démocrate Bill Clinton.

### George W. Bush et Laura Welch
George W. Bush devient le 43e président des États-Unis en 2001. Pour la seconde fois dans l'histoire du pays, après John Quincy Adams et John Adams, le fils d'un ancien président américain accède à la Maison-Blanche, faisant des Bush l'une des plus importantes « dynasties » politiques des États-Unis,.

## Principaux représentants de la famille
- Samuel Prescott Bush, l'arrière-grand-père, industriel ;
- Prescott Bush, le grand-père, sénateur américain du Connecticut ;
- George H. W. Bush, son fils, 41e président des États-Unis de 1989 à 1993 ;
- Barbara Bush, épouse de George H. W. Bush ;
- George W. Bush, fils ainé du précédent, 43e président des États-Unis de 2001 à 2009 ;
- Laura Bush épouse de George W. Bush ;
- Barbara et Jenna Bush, filles jumelles du précédent ;
- Jeb Bush, frère cadet de George W. Bush, gouverneur de Floride ;
- Lauren Bush, mannequin ;
- George Prescott Bush, avocat.

La généalogie ci-dessous comprend essentiellement les membres les plus notables de la descendance de Samuel Prescott Bush, et ne prétend pas à l'exhaustivité.
```
Samuel Prescott Bush
 (1863-1948), industriel.
x Flora Sheldon (1852-1920).
│
└──> 
Prescott Sheldon Bush
 (1895-1972), banquier et sénateur du 
Connecticut
.
     x 
Dorothy Walker
 (1901-1992), fille du banquier et homme d'affaires 
George Herbert Walker
.
     │
     └──> 
George Herbert Walker Bush
 (1924-2018), Représentant du 
Texas
, 
41
e
 
président
 des États-Unis.
          x 
Barbara Pierce
 (1925-2018).
          │
          ├──> 
George Walker Bush
 (né en 1946), gouverneur du 
Texas
, 
43
e
 
président
 des États-Unis.
          │    x 
Laura Lane Welch
 (née en 1946).
          │
          └──> 
John Ellis « Jeb » Bush
 (né en 1953), gouverneur de 
Floride
.
               │
               └──> 
George Prescott Bush
 (né en 1976), avocat.
```

## Pour approfondir